# Jonas Vingegaard
Jonas Vingegaard Rasmussen (tiếng Đan Mạch: [ˈjoːnæs ˈve̝ŋəˌkɒˀ ˈʁɑsmusn̩]; sinh ngày 10 tháng 12 năm 1996) là một vận động viên đua xe đạp người Đan Mạch, đua xe đạp cho Visma Lease a bike . Vào năm 2022 và 2023, anh ấy đã giành chiến thắng giải đua Tour de France., một trong những giải đua xe đạp nổi tiếng và lâu đời nhất Thế giới.

## Sự nghiệp

### Sự nghiệp ban đầu
Vingegaard sinh ra và lớn lên ở Thy. Anh ấy đã chơi cả bóng đá và bóng ném từ khi còn nhỏ. Khi chặng đầu tiên của 2007 Danmark Rundt khởi hành vào ngày 1 tháng 8 tại Thisted, thị trấn chính trong vùng, Vingegaard là một khán giả cùng với cha mình. Tại cuộc đua, câu lạc bộ đạp xe địa phương Thy Cykle Ring đã thiết lập một huấn luyện viên tại nhà để khán giả có thể thử xem đạp xe lên núi sẽ như thế nào. Sau đó anh ấy đăng ký vào câu lạc bộ và bắt đầu tham gia những cuộc đua đầu tiên của mình.